# Piero Meriggi
Piero Meriggi (Como, 12 gennaio 1899 – Pavia, 29 giugno 1982) è stato un linguista italiano.

## Biografia
Studiò all'Università degli Studi di Pavia con l'antichista Plinio Fraccaro e col sanscritista Luigi Suali e si laureò nel 1922 con una tesi su La lingua licia, argomento che approfondì dopo la laurea allargandolo agli studi anatolici e partecipando alla decifrazione dell'eteo geroglifico, del lidio e del luvio. Lettore all'Università di Amburgo, vi restò dal 1930 al 1939, studiando con Karl Meinhof, Otto Dempwolff e Giulio Panconcelli Calzia, africanistica, linguistica generale e fonetica sperimentale. Nel 1939 fu costretto dal fascismo a lasciare l'università tedesca, riuscendo a tornare agli studi solo nel 1949, quando fu chiamato a coprire la cattedra di Glottologia all'Università di Pavia, dove, accanto all'interesse per le lingue indoeuropee, approfondì anche il rapporto tra lingua e pensiero, fornendo importanti studi di semantica. Nel 1963 fu nominato socio dell'Accademia dei Lincei. Insieme a Giovanni Pugliese Carratelli e Carlo Gallavotti contribuì alla fondazione del "Centro di Studi Micenei ed Egeo-Anatolici", riconosciuto dal CNR nel 1964 e diventato organo del CNR dal 1968, e confluito nel 2013 nell'Istituto di studi sul Mediterraneo antico.

## Opere principali
- Sulla semantica, Torino, Loescher, 1934
- La ripresa dell'oggetto in italiano, in Volkstum und Kultur der Romanen, vol. 11, n. 1-2, 1938, pp. 1-30
- Bilancio della prima meta della bilingue eteo-cananea di Karatepe e le iscrizioni di Boybypinari, 1951
- Le iscrizioni storiche in eteo geroglifico, in Studi classici e orientali, vol. 2, 1953, pp. 5-64
- La ricostruzione di Kargamis, Roma, G. Bardi, 1954
- Das Minoische B nach Ventris' Entzifferung , Gottingen, Vandenhoeck et Ruprecht, 1954
- Il minoico B è greco?, Salamanca, Consejo superior de investigaciones científicas, Colegio trilingüe de la Universidad, 1954
- Primi elementi di minoico A, Salamanca, Consejo superior de investigaciones científicas, Colegio trilingüe de la Universidad, 1956
- Hieroglyphisch-hethitisches Glossar, Wiesbaden, Otto Harrassowitz, 1962
- Manuale di eteo geroglifico, 4 voll. (I: Grammatica; II/1: I testi neo-etei più o meno completi; II/2-3: Testi e Tavole), Roma, Edizioni dell'Ateneo, 1966-1975
- La scrittura proto-elamica, 3 voll., Roma, Accademia nazionale dei Lincei, 1971-1974
- Il cilindro ciprominoico d'Encomi e il disco di Festo, Istanbul, Nederlands Historisch-archaeologisch Instituut..., 1974
- Schizzo grammaticale dell'anatolico, in Atti della Accademia Nazionale dei Lincei. Memorie. Classe di scienze morali, storiche e filologiche, serie 8, vol. 24, n. 3, 1980, pp. 243-409